# Сколько ты стоишь?
«Сколько ты стоишь?» (фр. Combien tu m'aimes?) — фильм режиссёра Бертрана Блие с участием Моники Беллуччи и Жерара Депардьё, вышедший на экраны 26 октября 2005 года во Франции и Бельгии.
В России прокат фильма состоялся 6 июля 2006 года.

## Сюжет
Франсуа — офисный служащий, у которого проблемы со здоровьем. Он отправляется в бордель на площадь Пигаль, где к нему подходит роскошная итальянка Даниэла, одна из проституток. Франсуа рассказывает ей, что выиграл в лотерею 4 миллиона евро и предлагает ей пожить с ним с условием, что будет платить ей 100 000 евро в месяц, пока не закончатся наличные.
Даниэла принимает его предложение и переезжает жить к нему домой. Андрэ, врач Франсуа,  волнуется, что сексуальность Даниэлы может стать причиной остановки сердца Франсуа. Андрэ произносит речь об истинной и идеальной любви с медсестрой, которая позже стала его пациенткой.
Позже, когда у Даниэлы происходит пищевое отравление, Андрэ приходит, чтобы осмотреть её. Увидев, как она раздевается, он умирает. На похоронах Франсуа узнаёт, что медсестры, о которой Андрэ рассказывал им, не стало за несколько лет до этого.
Договоренность между Даниэлой и Франсуа, кажется, работает до тех пор, пока не появляется бывший любовник Даниэлы Шарли, который требует с Франсуа деньги, чтобы позволить их отношениям продолжаться. Франсуа отказывается, и Даниэла остаётся с Шарли.
В то время, как Даниэла живёт с Шарли, она начинает понимать, что действительно влюбилась во Франсуа, у которого, тем временем, начинаются близкие отношения со своей соседкой…

## В ролях
| Актёр              | Роль                       |
| ------------------ | -------------------------- |
| Моника Беллуччи    | Даниэла (проститутка)      |
| Бернар Кампан      | Франсуа (офисный служащий) |
| Жерар Депардьё     | Шарли (любовник Даниэлы)   |
| Жан-Пьер Дарруссен | Андрэ (врач)               |
| Эдуард Баер        | Эдуард                     |
| Сара Форестье      | Мигет (проститутка)        |
| Фарида Рахуадж     | соседка Франсуа            |

| Актёр            | Роль             |
| ---------------- | ---------------- |
| Мишель Вюйермоз  | врач             |
| Франсуа Роллен   | Мишель           |
| Томас Бадек      | сосед            |
| Валери Карсенти  | коллега Франсуа  |
| Михаэль Абитебул | коллега Франсуа  |
| Фабьен           | коллега Франсуа  |
| Бертран Блие     | клиент в борделе |

## Съёмочная группа
- Режиссёр: Бертран Блие
- Сценарий: Бертран Блие
- Оператор: Франсуа Катонне (François Catonné)
- Монтажёр: Марион Монестье (Marion Monestier)
- Композитор: Отрывки из различных опер
- Художник: Франсуа де Ламот (François de Lamothe)

## Саундтрек
1. Moniebah — Абдулла Ибрагим (8:20)
2. La Forza Del Destino — Верди (4:45)
3. La Traviata, Act I — Верди (4:29)
4. Il Pirata — Беллини (2:46)
5. Dixit Dominus — Вивальди (3:22)
6. Concerto Pour Piano N 2 — Шопен (9:13)
7. La Traviata, Act II — Верди (4:05)
8. In Nomine Lucis I — Шельси (5:34)
9. Mindif — Абдулла Ибрагим (6:36)
10. Don Carlos, Act I — Верди (5:36)
11. Norma — Беллини (2:15)
12. I Puritani — Беллини (2:28)
13. Tosca — Пуччини (1:51)
14. Moniebah — Абдулла Ибрагим (3:51)
15. Gianni Schicchi — Пуччини (2:31)
16. Madame Butterfly — Пуччини (3:12)[1]
17. На вечеринке звучит песня Flash & the Pan — Ayla [2]

## Награды
XXVIII Московский международный кинофестиваль
- Приз «Серебряный Георгий» за лучшую режиссёрскую работу — Бертран Блие.

## Дополнительные факты
- Съёмка фильма проходила с февраля по апрель 2005 года.
- Бертран Блие появляется в одном из эпизодов фильма.
- В США фильм вышел в прокат под названием «How Much Do You Love Me?».
- Гонорар Моники Беллуччи составил 1 700 000 €.[3]
- Фильм является одной из совместных работ Бертрана Блие и Жерара Депардьё.
- В дубляже фильма принимал участие российский актёр озвучивания Пётр Иващенко.[4]
- В мировом прокате картина собрала 6 613 439 $.[3]

## Совместные работы Бертрана Блие и Жерара Депардьё
- 1973 — Вальсирующие / Les Valseuses
- 1977 — Приготовьте ваши носовые платки / Préparez vos mouchoirs
- 1979 — Холодные закуски / Buffet Froid
- 1986 — Вечернее платье / «Tenue de Soirée»
- 1989 — Слишком красива для тебя / Trop Belle Pour Toi
- 2000 — Актёры / Les acteurs

## Рецензии
- film.ru
- filmz.ru
- afisha.ru
- cinematheque.ru
- cinema-france.ru (недоступная ссылка)